# Аморфофаллус пионолистный
Аморфофа́ллус пионоли́стный, или Аморфофа́ллус колоко́льчатый, или Слоно́вый ямс (лат. Amorphophallus paeoniifolius) — многолетнее растение, вид рода Аморфофаллус (Amorphophallus) семейства Ароидные (Araceae).
В Китае называется «слоновый хлеб».

## Ботаническое описание
Клубень плоско-шаровидный, около 20 см высотой, 10—40 см в диаметре, коричневый или тёмно-коричневый, весит около 15 кг. Каждый год появляются новые детки примерно до 4 см высотой и 10 см в диаметре.

### Листья
Катафиллы чешуйчатые, различной длины, сопровождают лист или соцветие.
Листья в числе одного, очень редко двух. Черешок 50—150(200) см длиной и 5—4(20) см в диаметре, от шероховатого и мелко-морщинистого до немного бородавчатого и бородавчато-шиповатого, от бледно- до тёмно-зелёного или черновато-зелёного, с более бледными большими и маленькими пятнами и крошечными тёмными крапинками, большие пятна часто сливаются, особенно у основания.
Листовая пластинка 50—150(300) см в диаметре, бледно-зелёная, трёхраздельная; каждая доля многократно рассечённая вплоть до центральной жилки; центральная жилка узко- или широко-крылатая, особенно у основания; листочки снизу зелёные или бледно-зелёные, сверху зелёные, округлые, овальные, продолговато-овальные, овально-обратнояйцевидные или овально-ланцетовидные, от остроконечных до заострённых, (3)5—15(35) см длиной, 2—12 см шириной, наклонные и нисходящие на одной стороне.
Лист существует с сентября по апрель.

### Соцветия и цветки
Цветоножка короткая, (3)5—20 см длиной, 1—8 см в диаметре, более бледная и более гладкая, чем черешок.
Покрывало от колоколовидной до полуколоколовидной формы, более широкое, чем длинное, от кожистого до мясистого, (10)20—30(45) см длиной, (15)25—35(60) см шириной, основание и пластинка часто отделяются перетяжками. Пластинка раскидистая, с загнутыми краями и гофрированная, основной фон окраски от бледно-зелёного до тёмно-коричневого и красноватого, обычно с большими и маленькими, круглыми, более бледными пятнами, внутри ближайшая часть к основанию каштановая, отдалённая от основания часть грязно-беловатая или очень бледно розоватая; снаружи, как внутри у основания, но с более заметными каштановыми разводами, особенно по краям; внутри обычно блестяще-тёмно-каштановая, гофрированная, снаружи очень переменная, бородавчатая у основания, большей частью коническая, мясистая.

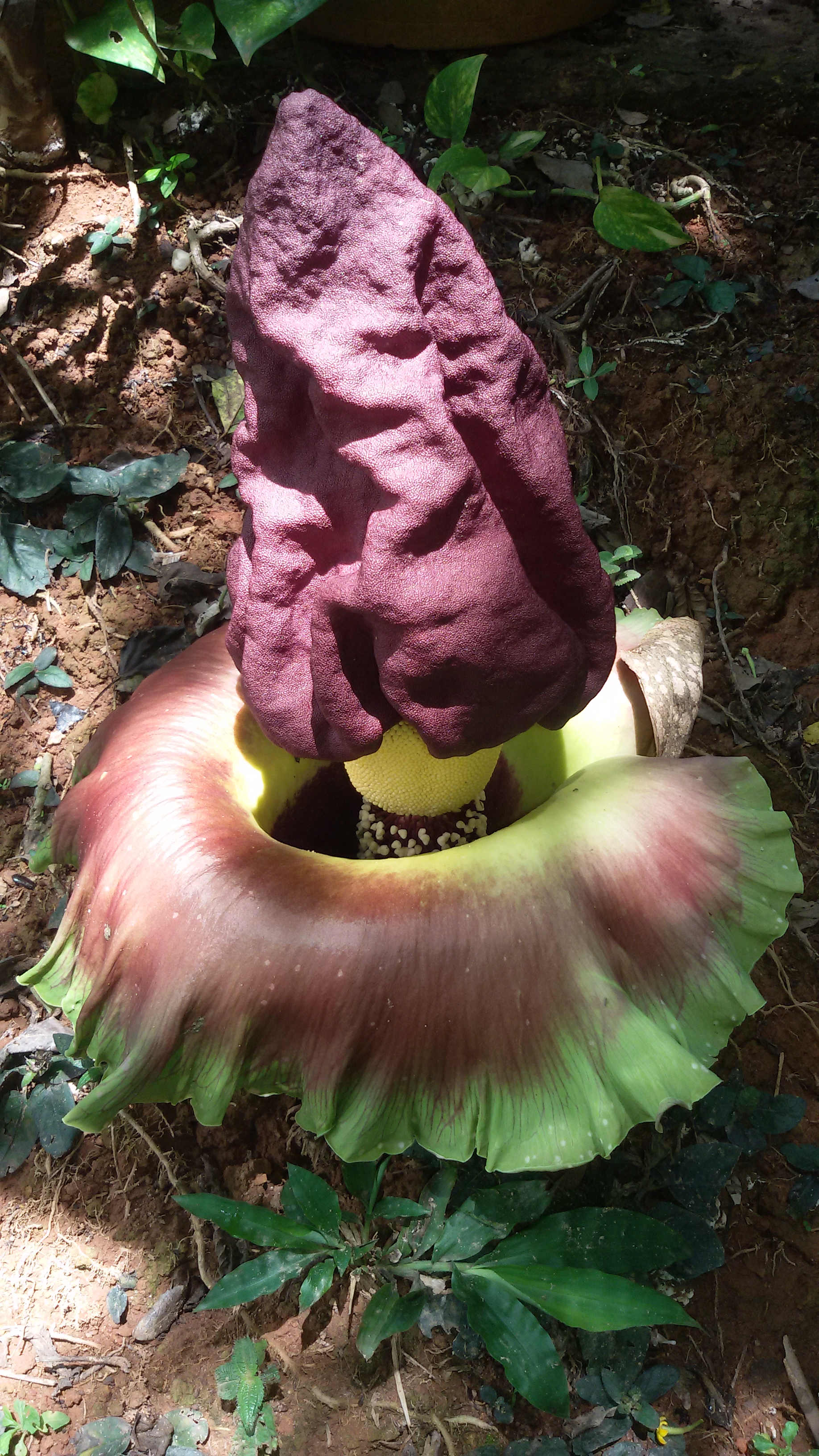
Соцветие

Початок испускает запах гниющего мяса, сидячий, короче или длиннее, чем покрывало, (7)25—30(70) см длиной. Женская зона цилиндрическая, (3)5—15(25) см длиной, 1—12 см в диаметре; мужская зона цилиндрическая или строго коническая, (2,5)4—6(15) см длиной, (1)2—4(10) см в диаметре у основания, (1)4—6(20) см в диаметре на вершине. Женские цветки скученные или немного раздвинутые; завязь бледно-зелёная или немного каштановая с беловатым основанием, сжатая, округлая в поперечном сечении, (1,5)2—2,5(3) мм высотой, 3—5 мм в диаметре, обычно двухгнёздная (редко трёхгнёздная); столбик каштановый, (3)8—14(15) мм длиной, стройный, 1—1,5 мм в диаметре; рыльце цилиндрическое, овальное или треугольное в поперечном сечении, желтоватое или жёлтое, 3—5 мм высотой, (1,5)4—7 мм в диаметре, часто сжатое с боков и сердцевидное в продольном разрезе, мелко- или глубоко-бородавчатое, с 2—3 лопастями, лопасти округлые или треугольные в поперечном сечении, иногда с большим углублением на внешней стороне. Мужские цветки скученные, состоят из 4—6 тычинок, 4—5 мм высотой; тычинки 4—6 мм длиной; нити около 0,5 мм длиной, сросшиеся; пыльники не совсем белые, 3,5—5,5 мм длиной, около 1,5 мм шириной, полуусечённые. Придаток глянцевый, тёмно-каштановый, изредка розоватый или жёлтый, раздутый, шаровидный, сжато-шаровидный, яйцевидный или треугольно-конический (пирамидальный), (1,5)7—15(30) см длиной, (1,2)10—15(30) см в диаметре (немного выше основания), мелко-бугорчатый, гладкий или с различными сгибами и (или) нерегулярными мелкими  вмятинами, у основания часто плоский, со стаминодийными структурами, на вершине тупой или более-менее острый.
Цветение в апреле — мае.

### Плоды
Соплодие на длинной плодоножке, после оплодотворения достигающей 20—100(120) см длиной, становящейся однородно коричневой, с многочисленными узкими поперечными трещинками. Плодоносящая зона цилиндрическая, 10—50 см длиной, 3—8 см в диаметре.
Ягоды расположены тесно или на небольшом расстоянии друг от друга, от яйцевидных до продолговатых, при созревании меняют цвет от зелёного до жёлтого и становящиеся ярко красными, (10)15—13(20) мм длиной, 8—10 мм в диаметре, в каждой по два семени (редко три).
Плодоносит в октябре — ноябре.
Число хромосом 2n=28.

## Распространение
Растёт на Мадагаскаре, в Азии (Южный Китай, Индия, Бангладеш, Шри-Ланка, Таиланд, Лаос, Мьянма, Тайвань, Вьетнам), Малайский архипелаг (Индонезия, Филиппины, Новая Гвинея, Малайзия), на Андаманских и Никобарских островах, в Австралии (север Северной территории).
Растёт во вторичных лесах, в горах на нарушенных почвах, иногда в трещинах между скал, в полутени или на открытых местах.

## Практическое использование
Культивируется повсюду в палеотропической зоне.
Клубни используются в пищу, вырастают от 1 до 4 (иногда 16) кг. Используются наподобие картофеля и на муку. Культурные формы не содержат ядовитых веществ, дикорастущие формы также могут использоваться в пищу после промывки и варки. В торговлю поступают разрезанные сушёные клубни.
На Филиппинах используется как корм для свиней.
В Китае — лекарственное растение.